# برندا ستار (فلم 1989)
برندا ستار  (بالإنجليزية: Brenda Starr) فيلم مغامرات أمريكي انتج عام 1989 من تمثيل تيموثي دالتون وبروك شيلدزو جيفري تامبور وإخراج روبرت إليس ميلر، وتدور احداثه في حقبة الاربعينات من القرن العشرين، عن مغامرت صحفية.

## روابط خارجية
- برندا ستار على موقع IMDb (الإنجليزية)
- برندا ستار على موقع روتن توميتوز (الإنجليزية)
- برندا ستار على موقع نتفليكس (الإنجليزية)
- برندا ستار على موقع ألو سيني (الفرنسية)
- برندا ستار على موقع أول موفي (الإنجليزية)
- برندا ستار على موقع بوكس أوفيس موجو (الإنجليزية)
- برندا ستار على موقع فيلمافينيتي (الإسبانية)
- برندا ستار على موقع قاعدة بيانات الفيلم (الإنجليزية)
- برندا ستار على موقع ليتربوكسد (الإنجليزية)
- برندا ستار على موقع كينوبويسك (الروسية)